# 한산중학교 (경남)
한산중학교(閑山中學校)는 대한민국 경상남도 통영시 한산면 하소리에 있는 공립 중학교이다.

## 학교 연혁
- 1951년 8월 29일 : 한산고등공민학교로 개교
- 1967년 3월 6일 : 한산중학교 설립 인가(6학급)
- 1968년 9월 14일 : 임정포에서 현 위치로 교사 이전
- 2012년 3월 1일 : 한산초·중학교 통합
- 2018년 2월 13일 : 중학교 제51회 졸업식(졸업생수 6,122명)
- 2018년 3월 1일 : 3학급 편성
- 2023년 3월 1일 : 통합 제7대 한산초중학교 윤부금 교장 부임

## 참고 자료
- 한산중학교 - 한국교육학술정보원 학교알리미